# Веслі Со
Ве́слі Со (ісп. Wesley Barbasa So; нар. 9 жовтня 1993, Кавіте, Філіппіни) — американський (раніше філіппінський) шахіст, гросмейстер (2007). Найсильніший (за рейтингом) шахіст за всю історію Філіппін. З листопада 2014 року виступає за США.
Його рейтинг станом на червень 2025 року — 2745 (14-те місце у світі, 3-тє серед шахістів США).
Веслі Со відомий як шаховий вундеркінд. Він завоював титул гросмейстера у віці 14 років, одного місяця і 28 днів, ставши за цим показником сьомим за всю історію шахів (перше місце із віком 12 років і 7 місяців у Сергія Карякіна). Крім того, Со став наймолодшим шахістом, що здолав рейтингову відмітку у 2600 пунктів. 28 листопада 2014 року Веслі Со перейшов з національної шахової федерації Філіппін до шахової федерації Сполучених Штатів Америки.

## Кар'єра

### 2009
На Кубку світу ФІДЕ 2009 року в Ханти-Мансійську Веслі Со став однією з головних сенсацій турніру, обігравши чорними спочатку Василя Іванчука, а потім Гату Камського. Проте в четвертому колі Со програв Володимиру Малахову.

### 2014
У січні 2014 року Уеслі Со з результатом 6 очок з 11 можливих (+3-2=6) розділив 4-6 місця на турнірі 20 категорії в Вейк-Ан-Зеє. Турнірний перфоменс Уеслі склав 2776 очка.
У травні 2014 року здобув перемогу на турнірі XIX категорії «Меморіал Капабланки». Результат Уеслі 6½ з 10 можливих очок (+3-0=7).
У червні 2014 року Уеслі Со з результатом 7½ з 9 можливих (+6-0=3) посів друге місце на міжнародному турнірі, що проходив в Едмонтоні, відставши від переможця турніру українця Василя Іванчука на пів очка.
У липні 2014 року набравши 4½ очка з 6 можливих (+3-0=3) став переможцем турніру «ACP Golden Classic Tournament», що проходив в Бергамо (Італія).
У жовтні 2014 року Веслі Со святкував перемогу на турнірі «The Millionaire Chess Open», що проходив в Лас-Вегасі. Набравши на першому етапі турніру 6 очок з 7 можливих (+5-0=2) Веслі забезпечив собі участь в фінальному етапі, в якому спочатку в півфіналі на тай-брейку переміг китайського шахіста Чжоу Цзяньчао з рахунком 3-1 (1-1, 2-0), а в фіналі здолав американця Рея Робсона з рахунком 1½ на ½ очка.

### 2015
У січні 2015 року Веслі Со розділив 2-5 місця (за додатковим показником — 4 місце) з Ваш'є-Лагравом, Гірі та Ліженем на турнірі XX категорії, що проходив у Вейк-ан-Зеє. Набравши 8½ очок з 13 можливих (+5-1=7) Со відстав на ½ очка від переможця турніру чемпіона світу Магнуса Карлсена.
У квітні 2015 року посів 3-є місце на турнірі «Меморіал Вугара Гашимова», позаду Магнуса Карлсена та Віші Ананда. Його результат 5 очок з 9 можливих (+3-2=4).
У червні 2015 року з рахунком 3-1 (+2-0=2) Уеслі Со переміг Давида Навару у матчі, що проходив у Празі.
У липні 2015 року з результатом 4 очки з 7 можливих (+3-2=2) посів 2 місце на турнірі «Sparkassen Chess Meeting», що проходив у Дортмунді.
На початку вересня 2015 року Веслі посів останнє 10-е місце на турнірі «The 2015 Sinquefield Cup» (другий етап Grand Chess Tour), що проходив у Сент-Луїсі. Його результат — 3 очка з 9 можливих (+1-4=4). А також дійшов до 1/8 фіналу кубку світу ФІДЕ, де поступився Максиму Ваш'є-Лаграву з рахунком ½ на 1½ очка.
У жовтні-листопаді 2015 року став переможцем турніру «Більбао. Final Masters 2015». Набравши разом з Анішем Гірі по 8 очок з 18 можливих (+1-0=5), Веслі на тай-брейку переміг представника Нідерландів з рахунком 1½ на ½ очка.
У грудні, набравши 5½ очок з 9 можливих (+3-1=5) посів 18 місце на опен-турнірі «Qatar Masters Open 2015».

### 2016
У січні 2016 року з результатом 7 очок з 13 можливих (+1-0=12) посів 4 місце на турнірі 20-ї категорії, що проходив у Вейк-ан-Зеє.
У квітні 2016 року став срібним призером чемпіонату США. Набравши 7½ очок з 11 можливих (+6-0=5), Уеслі поступився переможцеві Фабіано Каруані 1 очком, та випередив за додатковим показником Хікару Накамуру, на рахунку якого 7½ очок..
У липні 2016 року, набравши 11 очок з 30 можливих (+1-1=8), розділив 3-4 місця на турнірі 22 категорії Grand Slam Masters Final, що проходив у Більбао
У серпні 2016 року, набравши 5½ очок з 9 можливих (+2-0=7), Уеслі переміг на турнірі 22 категорії «The 2016 Sinquefield Cup» (третій етап Grand Chess Tour), що проходив у Сент-Луїсі.
У вересні 2016 року в складі збірної США став переможцем шахової олімпіади, що проходила в Баку. Набравши 8½ з 10 можливих очок (+7-0=3), Уеслі став найкращим серед шахістів, які виступали на 3-й шахівниці.
У жовтні 2016 року розділив 4-7 місця на міжнародному турнірі, що проходив на острові Мен. Результат Уеслі — 6½ з 9 можливих очок (+4-0=5)..
У грудні 2016 року Уеслі Со з результатом 6 очок з 9 (+3-0=6) тріумфував на турнірі 22 категорії «London Chess Classic 2016», що дало змогу йому з 36 очками стати першим за підсумками серії турнірів «Grand Chess Tour 2016», випередивши найближчого переслідувача Хікару Накамуру на 11½ очок.

### 2017
2017 рік Веслі Со розпочав з перемоги на турнірі XXI категорії, що проходив у Вейк-ан-Зеє. Набравши 9 очок з 13 можливих (+5-0=8), Веслі випередив на 1 очко чинного чемпіона світу Магнуса Карлсена.
У квітні 2017 року, набравши 7 очок з 11 можливих (+3-0=8), Веслі Со на тай-брейку переміг Олександра Оніщука та став переможцем чемпіонату США, що відбувався у Сент-Луїсі, а також з результатом 5 очок з 9 можливих (+2-1=6) розділив 2-4 місця на турнірі «Меморіал Вугара Гашимова».
У червні 2017 року розділив 4-6 місця на щорічному турнірі «Altibox Norway Chess 2017», результат Веслі 4½ очки з 9 можливих (+0-0=9). Крім того, Веслі Со посів 7-ме місце за підсумками першого етапу «Grand Chess Tour», що проходив у Парижі з 21 по 25 червня у форматі швидких та блискавичних шахів. У турнірі зі швидких шахів, набравши 9 очок з 18 можливих (+2-2=5), Веслі посів 6-те місце, а у турнірі з блискавичних шахів з результатом 6 з 18 очок (+4-10=4) посів 9-те місце.
У червні-липні 2017 року Веслі Со посів 2-ге місце за підсумками другого етапу «Grand Chess Tour», що проходив у Левені в форматі швидких та блискавичних шахів. У турнірі зі швидких шахів, набравши 14 очок з 18 можливих (+5-0=4), Со посів 1-ше місце, у турнірі з блискавичних шахів з результатом 8½ з 18 очок (+4-5=9) розділив 7-8 місця.. Загалом набравши 22½ очки за підсумками двох турнірів американець трьома очками поступився Магнусу Карлсену.
У серпні 2017 року розділив останні 9-10 місця на турнірі «The 2017 Sinquefield Cup», що проходив у Сент-Луїсі. Його результат — 3 з 9 можливих очок (+1-4=4).
У вересні 2017 року дійшов до півфіналу кубка світу ФІДЕ, де поступився на тай-брейку Дін Ліженю з загальним рахунком 2½ на 3½ очка.
У грудні 2017 року, набравши 5 очок з 9 можливих (+1-0=8), Со розділив 3-5 місця на турнірі «London Chess Classic 2017». У підсумковому заліку серії турнірів «Grand Chess Tour 2017» Веслі Со розділив 7-8 місця.

### 2018
У січні 2018 року з результатом 8 очок з 13 (+4-1=8) розділив 5-6-ті місця на турнірі 20-ї категорії, що проходив у Вейк-ан-Зеє..
У березні 2018 року, набравши 6 очок з 14 можливих (+1-3=10), Уеслі Со посів 7-ме місце на «Турнірі претендентів», що проходив у Берліні.
У квітні 2018 року з результатом 6½ очок з 11 можливих (+2-0=9) посів 3-тє місце на чемпіонаті США, що проходив у Сент-Луїсі.
У серпні 2018 року з результатом 4 з 9 можливих очок (+0-1=8) посів 8 місце на турнірі «The 2018 Sinquefield Cup», що проходив у Сент-Луїсі.
У жовтні 2018 року в складі збірної США посів 2-ге місце шахової олімпіади, що проходила в Батумі. Набравши 7½ з 11 можливих очок (+5-1=5), Уеслі посів 6-те місце серед шахістів, які виступали на 2-й шахівниці. Також у жовтні американець розділив 29-49 місця на опен-турнірі «Chess.com Isle of Man International Chess Tournament — Masters», що проходив на Острові Мен. Його результат 5½ очок з 9 (+2-0=7).

### 2019
На початку 2019 року Веслі взяв участь в одному з найсильніших турнірів, що проводиться за швейцарською системою — «Gibraltar Chess Festival 2019». Набравши 7 очок з 10 можливих (+5-1=4) американець розділив 6-22 місця (11-те за додатковим показником).
Наприкінці березня 2019 року з результатом 6 очок з 11 можливих (+2-1=8) посів 4-те місце у чемпіонаті США, що проходив у Сент-Луїсі.
У червні 2019 року розділив з Фабіано Каруаною 4-5 місця на турнірі XXII категорії Altibox Norway Chess 2019, що проходив у Ставангері.
У серпні 2019 року з результатом 4½ з 11 очок (+0-2=9) разом з Ароняном розділив останні 11-12-ті місця на турнірі XXII категорії «The 2019 Sinquefield Cup», що проходив у Сент-Луїсі.
У вересні 2019 року на кубка світу ФІДЕ американець дійшов до 1/8 фіналу, де поступився росіянину Вітюгову з рахунком ½ на 1½ очка.
У листопаді 2019 року Веслі Со став чемпіоном світу із шахів 960 (шахи Фішера) перемігши Магнуса Карлсена з рахунком 13½—2½. А також розділив 8-9 місця на шостому етапі Grand Chess Tour 2019, що проходив у форматі швидких та блискавичних шахів

### 2020
У січні 2020 року Со з результатом 7½ очок з 13 можливих (+2-0=11) посів 3-тє місце на турнірі «Tata Steel Chess Tournament», що проходив у Вейк-ан-Зеє.

## Перемоги в турнірах

### 2014
- «Меморіал Капабланки»
- «ACP Golden Classic Tournament»
- «The Millionaire Chess Open» (Лас-Вегас)

### 2015
- «Більбао. Final Masters 2015»

### 2016
- «The 2016 Sinquefield Cup» (22 категорія, турнірний перформанс — 2857 очок)
- 42-га шахова олімпіада (турнірний перформанс — 2896 очок)
- «London Chess Classic 2016» (22 категорія, турнірний перформанс — 2904 очок)

### 2017
- «ТАТА Стіл турнір» (Вейк-ан-Зеє) (21 категорія, турнірний перформанс — 2887 очок)
- «Чемпіонат США» (Сент-Луїс) (18 категорія)

### 2019
- Чемпіонат світу із шахів Фішера

## Зміни рейтингу
| На цьому місці має відображатися графік чи діаграма, однак з технічних причин його відображення наразі вимкнено. Будь ласка, не видаляйте код, який викликає це повідомлення. Розробники вже працюють для того, щоби відновити штатне функціонування цього графіка або діаграми. | |
| | На цьому місці має відображатися графік чи діаграма, однак з технічних причин його відображення наразі вимкнено. Будь ласка, не видаляйте код, який викликає це повідомлення. Розробники вже працюють для того, щоби відновити штатне функціонування цього графіка або діаграми. |